# Rateče
Rateče so vas v Občini Kranjska Gora. Nahajajo se v zgornjem delu Zgornjesavske doline na dolinskem razvodju med rekama Savo Dolinko in Ziljico, pritokom Drave, tik pred mednarodnim mejnim prehodom z Italijo. 
Skozenj naselje tečeta potoka Trebiža in Kravnjak, ki imata povirji na pobočjih vzpetine Peči (1510 m) na tromeji in Petelinjeka (1552 m) v skrajnem zahodnem delu Karavank. Pod vasjo so onstran glavne ceste z Jesenic proti Trbižu prodnate Ledine, kjer izgine potok Nadiža, ki priteče iz nasproti ležeče ledeniške doline Planice izpod Ponc (izvir pod Zadnjo Ponco). Ob obilnih padavinah tu nastane jezerce, iz katerega voda pod prodom odteka in spet pride na dan v Zelencih, kjer je stalni izvir Save Dolinke. To močvirje oziroma nizko barje je izjemno bogat vodni biotop.
Vas obdajajo njive, travniki in pašniki. Zaradi ostrega podnebja se prebivalci ukvarjajo predvsem z živinorejo, povezano s poletnim pašništvom na planinah. Večina kmetov je zemljiških dvolastnikov, travnike imajo onstran meje v Italiji. Pomemben je tudi turizem. V kraju so številne počitniške hišice. 
Rateče so izhodišče za planinske izlete v Julijce skozi Tamar in Karavanke. Na začetku planiške doline so znamenite smučarske skakalnice, kjer so se začeli smučarski poleti. Tu so leta 1936 skakalci prvič poleteli prek 100 m, leta 1994 pa prek 200 m. 
V neposredni bližini mejnega prehoda obratuje smučišče Macesnovc s 1500 m dolgo progo, ki ustreza FIS pogojem. Na smučišču obratuje dvosedežnica z višinsko razliko 316m, za otroke pa tudi nizkovrvni vlečnici v dolžini 120m in 180m. Proga je lahko v celoti pokrita s tehničnim snegom, ob spodnji postaji sedežnice je tudi majhna okrepčevalnica s teraso. 
Kraj se prvič omenja leta 1385. Župnijska cerkev sv. Duha je poznogotska. V cerkvi sv. Tomaža ali nekje v okolici Rateč naj bi bil v drugi polovici 14. stoletja nastal Rateški ali Celovški rokopis. V vasi je ohranjenih več črnih kuhinj.